# Stjärnornas stjärna 2020
Stjärnornas stjärna 2020 var den tredje säsongen av Stjärnornas stjärna som sändes på TV4 under våren 2020. Programledare var Petra Mede och i expertpanelen satt Jan Gradvall och Kishti Tomita. Programmet gästades även av en coach som var speciellt utvald till den genre som var veckans tema. Alla avsnitten av säsongen spelades in utan publik på grund av coronaviruspandemin. Vinnare av säsongen blev David Lindgren.

## Deltagare[2]
- David Lindgren (1:a)
- Jon Henrik Fjällgren (2:a)
- Elisa Lindström (3:a)
- Jessica Andersson (4:a)
- Mapei (5:a)
- Nicke Borg (6:a)
- Nano (7:a)
- Amanda Winberg (8:a)

## Program

### Program 1: Hårdrock
Sändes på TV4 den 14 mars 2020. Gästexpert denna vecka var Ian Haugland från Europe. Deltagarna nedan står angivna efter startordningen.
- Jessica Andersson – Out In The Fields (Gary Moore)
- Nano – Smoke on the Water (Deep Purple)
- David Lindgren - Hallowed Be Thy Name (Iron Maiden)
- Jon Henrik Fjällgren – Knockin' on Heaven's Door (Bob Dylan)
- Mapei – Welcome To The Jungle (Guns N’ Roses)
- Nicke Borg – Every Rose Has Its Thorn (Poison)
- Amanda Winberg – Nothing Else Matters (Metallica)
- Elisa Lindström – It’s My Life (Bon Jovi)

Ingen röstades ut i första programmet. Flest tittarröster i första programmet fick David Lindgren.

### Program 2: Dansband
Sändes på TV4 den 21 mars 2020. Gästexpert och coach denna vecka var Kikki Danielsson. Kikki tvingades dock på grund av sjukdom avstå från direktsändningen. Hon ersattes av Casper Janebrink från Arvingarna. Deltagarna nedan står angivna efter startordningen.
- David Lindgren – Säg inte nej, säg kanske (Sven-Ingvars)
- Elisa Lindström – Lust Igen (Joyride)
- Mapei – Det regnar och regnar (Lasse Stefanz)
- Jon Henrik Fjällgren – Höga berg, djupa hav (Vikingarna)
- Nano – De sista ljuva åren (Lasse Stefanz och Christina Lindberg)
- Nicke Borg – Jag vill vara din, Margareta (Sten & Stanley)
- Amanda Winberg – Vår sista dans (Benny Anderssons orkester med Helen Sjöholm)
- Jessica Andersson – Aj, aj, aj (Schytts)

Amanda Winberg fick sammanlagt minst röster från de två första programmen och blev därmed utröstad.

### Program 3: Musikal
Sändes på TV4 den 28 mars 2020. Veckans coach var skådespelaren och sångerskan Shima Niavarani.
- Elisa Lindström – Mein Herr (ur Cabaret)
- Jessica Andersson – Diamonds Are a Girl's Best Friend (ur Gentlemen Prefer Blondes)
- Nicke Borg – Greased Lightnin’ (ur Grease)
- David Lindgren – Waving Through a Window (ur Dear Evan Hansen)
- Mapei – My Favorite Things (ur Sound of Music)
- Nano – Känn en doft av kärleken (ur Lejonkungen)
- Jon Henrik Fjällgren – Sök dig till bergen (ur The Sound of Music)

Nano fick minst röster i programmet och blev därmed utröstad.

### Program 4: Disco
Sändes på TV4 den 4 april 2020. Veckans coach var skådespelaren och sångerskan Kayo. Deltagarna nedan står angivna efter startordningen i programmet.
- Mapei – I Feel Love (Donna Summer)
- Elisa Lindström – I Love to Love (Tina Charles)
- Nicke Borg – That's the Way (I Like It) (KC & the Sunshine Band)
- Jon Henrik Fjällgren – Daddy Cool (Boney M)
- Jessica Andersson – Knock on Wood (Amii Stewart)
- David Lindgren – September (Earth, Wind & Fire)

Nicke Borg fick minst röster i programmet och blev därmed utröstad.

### Program 5: Opera
Sändes på TV4 den 11 april 2020. Veckans coach var operasångaren Rickard Söderberg. Även Carola bjöd på underhållning. Deltagarna nedan står angivna efter startordningen i programmet. 
- Jon Henrik Fjällgren – Du är min hela värld (Jussi Björling)
- David Lindgren – Con te partiro (Andrea Bocelli)
- Jessica Andersson – Parla più piano (Nino Rota)
- Elisa Lindström – Když mne stará matka zpívat, zpívat učívala (Antonín Dvořák)
- Mapei – Ave Maria (Franz Schubert)

Mapei fick minst röster i programmet och blev därmed utröstad.

### Program 6: Country och Svensk visa
Sändes på TV4 den 18 april 2020. Veckans coacher var programledaren, komikern och textförfattaren Anders Lundin samt den svenska countryartisten Alexzandra Wickman. Deltagarna nedan står angivna efter startordningen i programmet.

#### Country
- Elisa Lindström – Cowboy Yodel (Wanda Jackson)
- Jessica Andersson – All Jacked Up (Gretchen Wilson)
- Jon Henrik Fjällgren – Going Down To The River – (Doug Seegers)
- David Lindgren – Then (Brad Paisley)

#### Svensk visa
- Elisa Lindström – Tröstevisa (Cajsa Stina Åkerström)
- Jessica Andersson – Tro (Marie Fredriksson)
- Jon Henrik Fjällgren – Fattig bonddräng (Tommy Körberg)
- David Lindgren – Ä lu oäten (Tomas Ledin)

Jessica Andersson fick minst röster i programmet och blev därmed utröstad.

### Program 7: Latin och Modern pop
Sändes på TV4 den 25 april 2020. Veckans coacher var DJ Mendez (latin) och Peg Parnevik (modern pop). Deltagarna nedan står angivna efter startordningen i programmet.

#### Latin
- David Lindgren – Guantanamera (Celia Cruz)
- Jon Henrik Fjällgren – La Bamba (Ritchie Valens)
- Elisa Lindström – Volare (Gipsy Kings)

#### Modern pop
- David Lindgren – High Hopes (Panic! At The Disco)
- Jon Henrik Fjällgren – Svag (Victor Leksell)
- Elisa Lindström – What About Us (Pink)

Elisa Lindström fick minst röster i programmet och blev därmed utröstad.

### Program 8: Final
Sändes på TV4 den 2 maj 2020. Gästexpert denna vecka var förra årets vinnare Andreas Weise som också delade ut priset till vinnaren.

#### Experternas utmaning
1.    David Lindgren – Life on Mars (David Bowie)
2.   Jon Henrik Fjällgren – Goliat (Laleh)

#### Tittarnas egna favoriter
1.    David Lindgren – Con te partiro (Andrea Bocelli)
2.   Jon Henrik Fjällgren – Höga berg, djupa hav (Vikingarna)

#### Duett
1.    David Lindgren/Jon Henrik Fjällgren – A Sky Full of Stars (Coldplay)
David Lindgren fick flest tittarröster och vann därmed hela tävlingen.